# Nord-West-Ecken-Verfahren
Das Nord-West-Ecken-Verfahren ist ein heuristisches Verfahren aus dem Operations Research, das eine zulässige Ausgangslösung für das Transportproblem liefern soll. Von dieser Lösung aus startet der Optimierungsalgorithmus des Transportproblems.

## Algorithmus
Dabei schaut man von der oberen linken Ecke der Matrix ausgehend, ob man in dem aktuellen Feld eine Kapazität ausschöpfen oder einen Bedarf befriedigen kann.
{\displaystyle c(i,j)=min(B(j),K(i))}
Wenn der Bedarf dieser Zeile gedeckt ist, sucht man in der Spalte abwärts nach dem nächsten Feld, bei dem eins der beiden Kriterien erfüllt werden kann. Wurde die Kapazität der Spalte ausgeschöpft, dann sucht man in der Zeile weiter. Wurde beides voll belegt, dann geht man ein Feld diagonal nach rechts unten weiter.

## Effizienz
Das Nord-West-Ecken-Verfahren liefert ein Ausgangstableau, das häufig sehr viele weitere Iterationen des Lösungsalgorithmus bis zur optimalen Lösung erfordert.

## Beispiel
Das Verfahren wird anhand des Beispiels im Artikel über das Transportproblem gezeigt. Grundlage ist das Gleichungssystem
{\displaystyle x_{11}+x_{12}+x_{13}=16}
{\displaystyle x_{21}+x_{22}+x_{23}=14}
{\displaystyle x_{11}+x_{21}=15}
{\displaystyle x_{12}+x_{22}=5}
{\displaystyle x_{13}+x_{23}=10}
wobei es zwei Angebote A1 und A2 und drei Bedarfsanmeldungen B1, B2 und B3 gibt. xij bezeichnet hier die von i nach j gelieferte Menge. Man kann das Gleichungssystem tabellarisch zusammenfassen als

{\displaystyle {\begin{array}{c|ccc|c}&B_{1}&B_{2}&B_{3}&\\\hline A_{1}&x_{11}&x_{12}&x_{13}&16\\A_{2}&x_{21}&x_{22}&x_{23}&14\\\hline &15&5&10&30\\\end{array}}}
Für die Nord-West-Eckenlösung wird nun zuerst möglichst viel in die Nord-West-Ecke gepackt. A1 liefert also 15 Einheiten an B1. A1 hat noch eine Einheit übrig, die an B2 geliefert wird. Den restlichen Bedarf von B2 deckt A2 mit 4 Einheiten. A2 hat noch 10 Einheiten übrig, welche an B3 gehen. Man erhält nun

{\displaystyle {\begin{array}{c|ccc|c}&B_{1}&B_{2}&B_{3}&\\\hline A_{1}&15&1&0&16\\A_{2}&0&4&10&14\\\hline &15&5&10&30\\\end{array}}}
Durch die Ausgangslösung wurde eine gültige Basislösung erreicht. Die Variablen mit positiven Mengen sind die Basisvariablen, Variablen mit Null sind Nichtbasisvariablen. Das ersieht man auch, wenn man das obige Gleichungssystem als Tableau hinschreibt:

{\displaystyle {\begin{array}{ccccccc}x_{11}&x_{12}&x_{13}&x_{21}&x_{22}&x_{23}&b\\\hline 1&1&1&0&0&0&16\\0&0&0&1&1&1&14\\1&0&0&1&0&0&15\\0&1&0&0&1&0&5\\0&0&1&0&0&1&10\\\end{array}}}
Werden die Vektoren unter x11, x12, x22 und x23 zu Basisvektoren umgeformt, ergibt sich das Tableau

{\displaystyle {\begin{array}{ccccccc}x_{11}&x_{12}&x_{13}&x_{21}&x_{22}&x_{23}&b\\\hline 1&0&0&1&0&0&15\\0&0&-1&1&1&0&4\\0&1&1&-1&0&0&1\\0&0&1&0&0&1&10\\0&0&0&0&0&0&0\\\end{array}}}
welches die Nord-West-Eckenlösung wiedergibt.